# Vieil hôtel Vranje à Vranje
Le vieil hôtel Vranje à Vranje (en serbe cyrillique : Стари хотел "Врање" у Врању ; en serbe latin : Stari hotel "Vranje" u Vranju) se trouve à Vranje, dans le district de Pčinja, en Serbie. Il est inscrit sur la liste des monuments culturels protégés de la République de Serbie (identifiant no SK 1927),.